# District de Taijiang
Pour les articles homonymes, voir Taijiang.
Le district de Taijiang (台江区 ; pinyin : Táijiāng Qū) est une subdivision administrative de la province du Fujian en Chine. Il est placé sous la juridiction de la ville-préfecture de Fuzhou.